# Anglesey Airport
Anglesey Airport (Welsh: Maes Awyr Môn) (IATA: VLY, ICAO: EGOV) is een vliegveld aan de westkust van het eiland Anglesey (Ynys Môn) aan de noordwestkust van Wales.  Het vliegveld ligt bij het dorp Llanfair-yn-Neubwll, ten zuidoosten van Holyhead. 
De enige vaste dagelijkse lijnvlucht is naar Cardiff Airport. De vlucht naar Cardiff duurt ongeveer 1 uur en wordt twee keer per dag uitgevoerd van maandag tot en met vrijdag. Sinds 2017 wordt de dienst uitgevoerd door Eastern Airways met een Jetstream 41-toestel als deel van een Flybe-franchise. 
Anglesey Airport is gebouwd op een deel van het terrein van de vliegbasis Royal Air Force Valley (RAF Valley). Deze basis van de Royal Air Force wordt gebruikt voor reddingsoperaties (search and rescue) en voor training van vliegeniers. Het vliegveld werd in 2007 voor de burgerluchtvaart in gebruik genomen, nadat de Nationale Vergadering van Wales in 2006 besloot dat er (op werkdagen) dagelijkse vluchten moesten komen tussen Anglesey en de Welshe hoofdstad Cardiff. 
De vlucht naar Cardiff werd uitgevoerd door Links Air (LNQ) tot de vlieglicentie werd teruggetrokken in 2015 uit veiligheidsoverwegingen. Er waren in het verleden ook lijndiensten naar het eiland Man, naar Belfast ('s zomers, tot 2014) en naar Norwich (2015).